# Diagrama de Wiggers

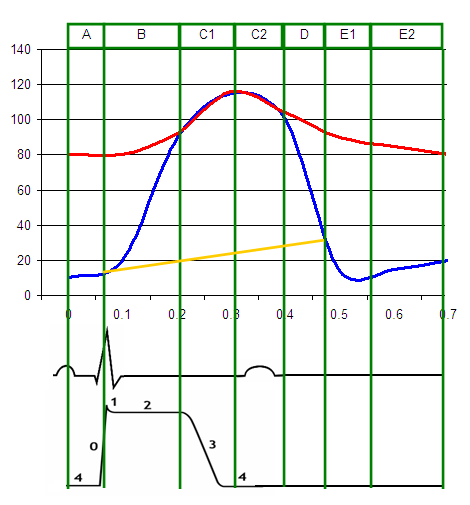
Diagrama de Wiggers.
Rojo = Presión aórtica
Azul = Presión ventricular izquierda
Amarillo = Presión auricular izquierda.

El Diagrama de Wiggers es un diagrama usualmente utilizado en fisiología cardiaca. 
El eje X es usado para medir el tiempo, mientras que el eje Y contiene todo lo siguiente en una sola ventana para aprender a diferenciar la importancia que tienen los diferentes estudios del corazón:
- Presión sanguínea
  - Presión aórtica
  - Presión ventricular
  - Presión auricular
- Volumen ventricular
- Electrocardiograma
- Flujo arterial (opcional)
- Ruidos cardiacos (opcional)

Demostrando la variación coordinada de estos valores, se vuelve más fácil observar la relación entre estos valores en el ciclo cardíaco. 

## Etimología
El diagrama toma su nombre por el Dr. Carl J. Wiggers, M.D.. El diagrama es frecuentemente llamado incorrectamente como el "Diagrama de Wigger" 

## Eventos
|    | Fase                                             | ECG | Ruidos cardiacos | Válvula aórtica | Válvula Mitral |
| A  | Sístole auricular                                | P   | S4*              | Cerrada         | Abierta        |
| B  | Sístole ventricular - Contracción isovolumétrica | R   | S1 ("lub")       | Cerrada         | Cerrada        |
| C1 | Sístole ventricular - Eyección 1                 | -   |                  | Abierta         | Cerrada        |
| C2 | Sístole ventricular - Eyección 2                 | T   |                  | Abierta         | Cerrada        |
| D  | Diástole ventricular - Relajación isovolumétrica | -   | S2 ("dub")       | Cerrada         | Cerrada        |
| E1 | Diástole ventricular - Llenado ventricular 1     | -   | S3*              | Cerrada         | Abierta        |
| E2 | Diástole ventricular - Llenado ventricular 2     | -   |                  | Cerrada         | Abierta        |

Nótese que durante la contracción y la relajación isovolumética todas las válvulas cardiacas están cerradas y permanecen así hasta recurrir a la fase posterior. En ningún momento están abiertas todas las válvulas cardiacas.
- Los ruidos cardiacos S3 y S4 son asociados con patologías y no son generalmente escuchados.

## Imágenes adicionales

Sístole ventricular
Diástole cardiaca
ECG